# Neuropathie périphérique
 Mise en garde médicale
Le terme de neuropathie périphérique, désigne l'ensemble des maladies des nerfs appartenant au système nerveux périphérique, par opposition aux atteintes du système nerveux central qui comprend l'encéphale et la moelle épinière.

## Types de neuropathies
Sous cette dénomination commune sont regroupées des atteintes neurologiques très diverses.
En cas d'atteinte asymétrique on parle de mononeuropathie :
- unique, avec atteinte tronculaire, radiculaire (hernie discale) ou d'un plexus nerveux ;
- multiple, avec atteinte tronculaire (mononeuropathie multiple ou multineuropathie) ou radiculaire (syndrome canalaire, méningo-radiculite).

En cas d'atteinte symétrique on parle de polyneuropathie :
- subaiguë et longueur-dépendante : polyneuropathie toxique et métabolique principalement (neuropathie diabétique) ;
- aiguë et démyélinisante : polyradiculonévrite (syndrome de Guillain-Barré) ;
- chronique : neuropathie héréditaire

### Neuropathie démyélinisante
Dans le cas de ce type de neuropathie ce sont les fibres axones périphériques de gros diamètre qui sont lésés. Ce type de lésion peut aboutir à une paralysie flasque avec perte du tonus musculaire, perte des réflexes (fonction des axones moteurs) et perte de la discrimination fine au tact (fonction des axones sensoriels) ; sans qu’il y ait altération des fibres du système nerveux autonome ou des fibres amyéliniques (fibres contrôlant la sensibilité à la douleur et à la température). 

### Neuropathie diabétique
Ce type de neuropathie est causé par des lésions des différentes fibres nerveuses par le diabète. Elle est souvent détectée par une neuropathie sensitive détectée par l'absence de réponse à la vibration ou au toucher.

### Neuropathie dysautonomique
Ce type de neuropathie affecte les fibres post-ganglionnaires sympathiques et para-sympathiques. Différents symptômes sont possibles : hypotension orthostatique, une aréflexie pupillaire à la lumière, un iléus paralytique, une constipation, une dysfonction vésicale, une anhydrose, une vasoconstriction périphérique, une piloérection, ou une diarrhée. Les neuropathies dysautonomiques peuvent être la conséquence d’une agression auto-immune. Pour traiter cette neuropathie, il faut des traitements spécifiques (exemple. pour ralentir les sécrétions dans le cas d’une diarrhée) et un régime riche en fibres.

## Causes
- diabète ;
- effets secondaires de certains médicaments anticancéreux, comme les taxanes, la vincristine, le bortézomib, la thalidomide...
- maladies mitochondriales ;
- Lasik (neuropathie cornéenne post-Lasik - de 20 à 55 % des personnes)[2].

## Symptômes
Les symptômes et les signes cliniques peuvent être de siège variable, selon l'étiologie. L'atteinte d'un nerf périphérique entraîne des signes moteurs (parésie ou paralysie, amyotrophie, fasciculations, diminution ou abolition des réflexes ostéotendineux), des signes sensitifs subjectifs (douleurs, dysesthésies, paresthésies) et objectifs (troubles de la sensibilité superficielle - épicritique et thermo-algique - et proprioceptive) et des troubles neurovégétatifs (signes vasomoteurs, troubles trophiques, hypotension orthostatique, trouble de l'érection et de la miction). La douleur des nerfs causées par la neuropathie périphérique peut être très forte, voire intolérable.
Selon l'étiologie, le diagnostic est clinique, biologique, radiologique, électromyographique.

## Traitement
Le traitement est celui de la cause. Un traitement symptomatique est également possible.
Dans le cas des neuropathies post-chimiothérapie, des recommandations ont été publiées par l'« American Society of Clinical Oncology », mise à jour en 2020. La prégabaline semble peu efficace. La duloxétine semble mieux marcher que la fluoxétine.
Le TENS peut être prescrit pour soulager les douleurs liées à la neuropathie diabétique. Des séances quotidiennes de TENS permettent de diminuer les douleurs 4 et 6 semaines après le début du traitement, mais pas 12 semaines après.
Pour la neuropathie diabétique, l'huile de nigelle en application cutané a des effets positifs. L'acide gamma-linolénique semble être un biofacteur sûr et efficace pour l'amélioration des symptômes de celle-ci.